# Clémence Aletti
Pour les articles homonymes, voir Aletti.
Clémence Aletti est une série télévisée policière française en cinq épisodes de 55 minutes diffusée à partir du 20 janvier 1985 sur Antenne 2 et au Québec à partir du 18 avril 1986 à la Télévision de Radio-Canada.

## Fiche technique
- Scénario : Jacques Kirsner
- Réalisation : Peter Kassovitz

## Distribution
- Dominique Labourier : Clémence Aletti
- Jacques Denis : Charles Aletti
- Bernard Le Coq : François Gireau
- Jean-Marc Thibault : Bourseiller
- Robert Rivard : Lafleur
- Charlotte Maury-Sentier : Hélène
- Jacques Richard : Albertini
- Maïa Simon : Véronique Aletti
- Jean Vigny : Joseph Aletti
- Katia Tchenko : Natacha
- Stefania Casini : Véronique Aletti
- Françoise Morhange : Vanina Aletti
- Gianni Garko : Scola